# Нерітан Цека
Нерітан Цека (алб. Neritan Ceka; нар. 11 лютого 1941, Тирана) — албанський археолог і професор археології. Він бере активну участь в політиці з 1991 року і був кандидатом в президенти у 2009.

## Біографія
Цека навчався в середній школі Кемал Стафа в Тирані, Албанія. Він закінчив Університет Тирани, факультет історії та філології.
- 1985–1990 — завідувач кафедрою архітектури в Інституті археології Албанії.
- 1990–1993 — директор Інституту археології.
- 1991 — голова парламентської групи Демократичної партії.
- 1991 — заступник голови Демократичної партії.
- З 1992 — голова Демократичного альянсу.
- 1997–1998 — Міністр внутрішніх справ Албанії.
- 1998–2005 — голова парламентського комітету з питань національної безпеки.
- 2008 — віце-голова парламенту.

Він одружений, має трьох дітей.
Володіє англійською, французькою, німецькою, італійською, російською мовами.